# Santa Eulalia de Riuprimer
Santa Eulalia de Riuprimer (en catalán y oficialmente, Santa Eulàlia de Riuprimer) es un municipio español de la comarca de Osona (Barcelona), en el límite con la del Moyanés. 

## Demografía
Santa Eulalia de Riuprimer cuenta con una población de 1487 habitantes (INE 2024).
| Gráfica de evolución demográfica de Santa Eulalia de Riuprimer entre 1842 y 2021                                      |
| |
| Población de derecho según los censos de población del INE. Población de hecho según los censos de población del INE. |

| 1900 | 1930 | 1950 | 1970 | 1981 | 1986 | 2006 |
| ---- | ---- | ---- | ---- | ---- | ---- | ---- |
| 416  | 508  | 548  | 756  | 783  | 809  | 926  |

## Comunicaciones
A 7 km de Vic por la carretera comarcal BV-4316. Desde la autovía C-17 con dirección Vic (antigua N-152) después con dirección a Avinyo BV·4316 pasando por Sentforas (La Guixa) y 4 km más se encuentra Santa Eulalia.